# فائز السنفور
فائز السنفور أو فائز جاسم هو ممثل مسرحي وكوميدي عراقي من ذوي الاحتياجات الخاصة، يُعد من أشهر الفنانين العراقيين الكوميدين له أعمال عديدة في المسرح والتلفزيون العراقي.

## بدايته
في العام 1995 كان أول عمل لهُ بمسرحية «ابو خيوط» من إخراج جمال الشاطي، عرضت على مسرح بلد بعدها اشترك بمسرحية «شفت بعيني محد كلي» مع الفنان العربي الكبير يونس شلبي ودام عرض المسرحية أربع سنوات ونصف. وشارك إيضاً بمسرحية حافي ومتعافي مع ماجد ياسين وأميرة جواد

## أعمالهُ في التلفزيون
أول عمل شارك به مسلسل حب وحرب مع الفنان الكبير قاسم الملاك، ثم مسلسل «دار ودور» أيضا مع الفنان الملاك ومشاركة الفنانة الجميلة ميلاد سري، وساهرة عويد ومن إخراج جمال عبد جاسم وشارك بالمسلسل الكوميدي «انا وليلى» وبمسلسل أبو العلاء المعري وهو بالفصحى كما قدم كثيرا من المقاطع التمثيلية والإعلانات آخر عمل شارك به مسلسل حبايب وطلايب إخراج وديع نادر وتاليف وفاء عبد الوهاب وبرنامج جوائز سنفور والعملان عرضا في رمضان 2014 وايضا لديه العديد من الأعمال المسرحية والتلفزيونية الأخرى

## تفاصيل الإعتداء عليه
تداول الكثير من النشطاء والوسط الفني روايات عديدة تفسير الحالة التي وصل إليها الفنان فائز السنفور حيث اتهم البعض مقربون منهُ برميه من مرتفع وآخرون قالو أنه تعرض للسطو وقال البعض أن فائز تعرض لحادث غريب وغامض حيث تعرض لضربة أفقدته ذاكرته، وإخوته قالوا أنه تعرض للتسليب وأحدهم قال أنه تعرض للإعتداء وكانوا ينتظرون رواية القصة منه الحقيقية
فيما قال نقيب الفنانين جبار جودي إن حالة الفنان فائز سنفور لا تزال خطرة لكنها أفضل من الوضع الذي وجد عليه مضيفا “لم يتعرض الفنان لحادث كل ما في الأمر أنه أهمل نفسه فما وصل إليه سببه ارتفاع ضغط الدم، كما أن لديه انفعال عصبي أوصله إلى الغيبوبة وتوقف بعض أعضاء الجسم

## وفاته
أعلن عن وفاة الفنان فائز السنفور في صباح يوم الاثنين الموافق 31 أيار2021 بعد تعرضهُ للضرب على يد عناصر من قبل مليشياة ايران وذالك بسبب تجاوزه على ايران تدهورت على إثرها حالته الصحيه وعلى إثرها رقد في المستشفى حتى وفاته.